# Колосовское сельское поселение (Омская область)
Колосовское се́льское поселе́ние — муниципальное образование в Колосовском районе Омской области Российской Федерации.
Административный центр — село Колосовка.

## История
Статус и границы сельского поселения установлены Законом Омской области от 30 июля 2004 года № 548-ОЗ «О границах и статусе муниципальных образований Омской области».

## Население
| 2010  | 2011  | 2012  | 2013  | 2014  | 2015  | 2016  |
| ----- | ----- | ----- | ----- | ----- | ----- | ----- |
| 5520  | ↘5501 | ↘5418 | ↘5324 | ↘5277 | ↘5221 | ↘5183 |
| 2017  | 2018  | 2019  | 2020  | 2021  | 2023  |       |
| ↗5189 | ↘5170 | ↘5157 | ↘5134 | ↘4942 | ↘4867 |       |

## Состав сельского поселения
| № | Населённый пункт | Тип населённого пункта       | Население |
| - | ---------------- | ---------------------------- | --------- |
| 1 | Коготово         | деревня                      | 124       |
| 2 | Колосовка        | село, административный центр | ↘4836     |
| 3 | Трещеткино       | деревня                      | ↘83       |